# Н’Диай, Махтар
Махтар Н’Диай (фр. Makhtar N’Diaye; род. 31 декабря 1981, Дакар) — сенегальский футболист, игравший на позиции полузащитника.

## Клубная карьера
Махтар родился в Дакаре и в детстве эмигрировал во Францию. Там он начал свою футбольную карьеру в академии «Ренна». В 1998 году начал играть в резерве этого клуба, а в 1999 году стал членом первой команды. 13 октября дебютировал в Лиге 1 в матче против «Седана». В феврале 2000 года, в матче против «Гавра», забил свой первый гол во французском высшем дивизионе. В «Ренне» был запасным игроком, но в каждом сезоне он забивал хотя бы один гол в Лиге 1. В 2001 году занял с клубом шестое место в лиге, благодаря чему летом сыграл в Кубке Интертото.
Так и не став полноценным основным игроком в сезоне 2003/04, Н’Диай был отдан в аренду в клуб Лиги 2 «Седан». Летом он вернулся в «Ренн», но играл только за дублирующую команду в любительском чемпионате Франции.
Летом 2005 года Н’Диай уехал в Швейцарию. где стал игроком «Ивердон-Спорт». Н’Диай за швейцарский клуб провел один сезон, по результатам которого его клуб вылетел во Челлендж-лигу. В 2006 был на просмотре в шотландском «Рейнджерсе» и летом менеджер «светло-синих», Поль Ле Гуэн, решил подписать однолетний контракт с Махтаром. В следующем году покинул клуб и завершил карьеру футболиста.

## Международная карьера
Дебют за национальную сборную Сенегала состоялся в 2002 году. Включался в состав сборной на Кубок африканских наций 2002 в Мали и на чемпионат мира 2002 в Южной Корее и Японии. Всего Н’Диай сыграл 14 матчей на международной арене.